# Renato Dionisi (Leichtathlet)
Renato Dionisi (* 21. November 1947 in Riva del Garda) ist ein ehemaliger italienischer Stabhochspringer.
Bei den Olympischen Spielen 1964 in Tokio schied er in der Qualifikation aus.
1966 wurde er Vierter bei den Europameisterschaften in Budapest, und 1967 gewann er Silber bei den Mittelmeerspielen. Bei den Europäischen Hallenspielen wurde er 1968 in Madrid Vierter und 1969 in Belgrad Fünfter.
Bei den Europameisterschaften 1971 in Helsinki gewann er Bronze, im Jahr darauf jedoch schied er bei den Olympischen Spielen in München in der Vorrunde ohne gültigen Versuch aus.
Einem Sieg bei den Halleneuropameisterschaften 1973 in Rotterdam folgte ein achter Platz bei den Halleneuropameisterschaften 1974 in Göteborg.
1975 holte er jeweils Bronze bei den Mittelmeerspielen und der Universiade. Ebenfalls Bronze errang er bei den Halleneuropameisterschaften 1976 in München.
Zehnmal wurde er italienischer Meister im Freien (1964–1971, 1977, 1978) und zweimal in der Halle (1971, 1973).

## Persönliche Bestleistungen
- Stabhochsprung: 5,45 m, 25. Juni 1972, Rovereto
  - Halle: 5,40 m, 10. März 1973, Rotterdam